# アラバット島
アラバット島（アラバットとう、英語: Alabat Island）はフィリピン諸島の島。ルソン島の南西部、タヤバス地峡の北、ラモン湾の中にあり、ルソン島本土にほど近い。面積は192 km2で、人口は41,822人である。
アラバット島はケソン州に属しており、島内の北東から順にペレス、アラバット、ケソンの3つの自治体から構成される。ルソン島との架橋はされていない。
ラモン湾に面する33km程度の岸に沿って大規模なマングローブ岸が形成され、干潮時には数100ヘクタールの干潟が現れる。島内はもともとはマングローブ林が茂っていたとされるが、その大部分が魚やエビの養殖場建設のために破壊され、後退している。
乾燥する時期がない湿度の高い熱帯気候を誇り、特に11月から1月までの大規模な降雨期間に顕著である。